# Légéville-et-Bonfays
Légéville-et-Bonfays är en kommun i departementet Vosges i regionen Grand Est (tidigare regionen Lorraine) i nordöstra Frankrike. Kommunen ligger i kantonen Dompaire som tillhör arrondissementet Épinal. År 2022 hade Légéville-et-Bonfays 63 invånare.

## Befolkningsutveckling
Antalet invånare i kommunen Légéville-et-Bonfays
| Referens: INSEE |